# Isidore-Maximilien Hanot de Harveng
Isidore Maximilien Joseph Hanot d'Harveng (Bergen, 4 april 1799 - 11 mei 1851) was een Zuid-Nederlands edelman.

## Geschiedenis
- In 1660 verhief koning Filips IV van Spanje François-Arnould Hanot, heer van Bougnies, gedeputeerde van de staten van Henegouwen, in de erfelijke adel.
- In 1725 verleende keizer Karel VI de titel ridder aan Charles Hanot, raadsheer in de justitieraad van Henegouwen.

## Levensloop
Isdidore Hanot d'Harveng was een zoon van Maximilien d'Hanot, heer van Harveng, en van Victoire de Wolff. 
Hij werd in 1822, onder het Verenigd Koninkrijk der Nederlanden, erkend in de erfelijke adel en benoemd als lid van de Ridderschap in de provincie Henegouwen.
Hij trouwde in 1825 met Marie-Désirée de Behault de Warelles (1800-1873). Het echtpaar had twee dochters.